# ورزشگاه زعبیل
ورزشگاه زعبیل (انگلیسی: Zabeel Stadium) یک ورزشگاه چندمنظوره در زعبیل، دبی، امارات متحده عربی است.
این ورزشگاه که در سال ۱۹۷۴ ساخته شده دارای ۸٬۴۳۹ نفر ظرفیت می‌باشد و ورزشگاه خانگی باشگاه فوتبال الوصل امارات در لیگ برتر امارات متحده عربی محسوب می‌شود. در ۱۱ مه ۲۰۰۱ ، گروه موسیقی پاپ ایرلندی وست‌لایف برای حمایت از آلبوم Coast to Coast کنسرت خود را برای Where Where Dreams Come True Tour برگزار کرد.